# LIWI Verlag
LIWI Literatur- und Wissenschaftsverlag är ett tyskt bokförlag med säte i Göttingen. Det grundades 2018 av Thomas Löding.
Förlaget ger ut cirka 100 nya publikationer varje år med fokus på skönlitteratur och aktuell vetenskap. Förutom tryckta böcker ingår även ljudböcker i publiceringsprogrammet. En välkänd ljudboksröst för LIWI Verlag är till exempel skådespelaren Kaspar Eichel. Andra välkända röster som förlaget har arbetat med är skådespelaren Heiner Lauterbach och sångerskan Mandy Capristo.